# Philipp von Ibelin (Konstabler von Zypern)
Philipp von Ibelin (* um 1235/40; † um 1304) aus dem Haus Ibelin war Konstabler des Königreichs Zypern.
Er war der zweitgeborene Sohn des Balduin von Ibelin († 1267), Seneschall von Zypern, und der Alice von Bethsan (Haus Béthune).
1302 wurde er zum Konstabler von Zypern ernannt.
Mit päpstlicherm Dispens vom 13. August 1253 heiratete er Simone von Tiberias, Tochter des Odo von Montbéliard († um 1247), Konstabler von Jerusalem, und der Eschiva von Saint-Omer (1219–1265), Fürstin von Galiläa. Mit ihr hatte er neun Kinder:
- Balduin von Ibelin († jung)
- Balian von Ibelin († 1315/16), Titularfürst von Galiläa, ⚭ Alice von Zypern († nach 1324), Tochter König Hugos III.
- Hugo von Ibelin († jung)
- Guido von Ibelin († jung)
- Maria von Ibelin († nach 1324), Herrin von Naumachia, ⚭ Guido von Ibelin († 1304), Titulargraf von Jaffa
- Alice von Ibelin († nach 1324), Herrin von Coletta, ⚭ Walter von Bethsan († 1315) (Haus Béthune)
- Helvis von Ibelin († jung)
- Eschiva von Ibelin († nach 1324), Herrin von St. Nikolaus ⚭ 1) 1290 Walter von Dampierre-sur-Salon († vor 1310), ⚭ 2) vor 1310 Hugo von Lusignan († 1318/23), Herr von Crusoche, Sohn des Amalrich von Tyrus
- Margarethe von Ibelin († jung)